# Yuto Nakayama
Yuto Nakayama (中山 雄登 Nakayama Yuto?), född 11 april 1991 i Hiroshima prefektur, är en japansk fotbollsspelare.
Nakayama började sin karriär 2014 i Roasso Kumamoto. Han spelade 171 ligamatcher för klubben. 2020 flyttade han till Thespakusatsu Gunma.